# Salt Bay
Salt Bay – zatoka (ang. bay) w kanadyjskiej prowincji Nowa Szkocja, w hrabstwie Yarmouth, na północ od wyspy Roberts Island; nazwa urzędowo zatwierdzona 4 stycznia 1934.